# Odontosida pusillus
Odontosida pusillus là một loài bướm đêm thuộc họ Sphingidae. Loài này có ở Nam Phi.
Phía trên cánh sau có màu nền là màu xám nhạt.